# تعداد الولايات المتحدة 1880
تعداد الولايات المتحدة 1880 كان عاشر تعداد للسكان يجرى في الولايات المتحدة، وهو أول تعداد سكاني تشارك فيه المرأة في عملية الإحصاء. تم تقدير العدد الكلي للسكان بحوالي 50,189,209 منهم بزيادة 32.2% عن التعداد السابق في 1870م. مركز السكان كان في مقاطعة بوون بولاية كنتكي.

## وصلات خارجية
- بيانات تاريخية لتعداد سكان الولايات المتحدة